# Ācala

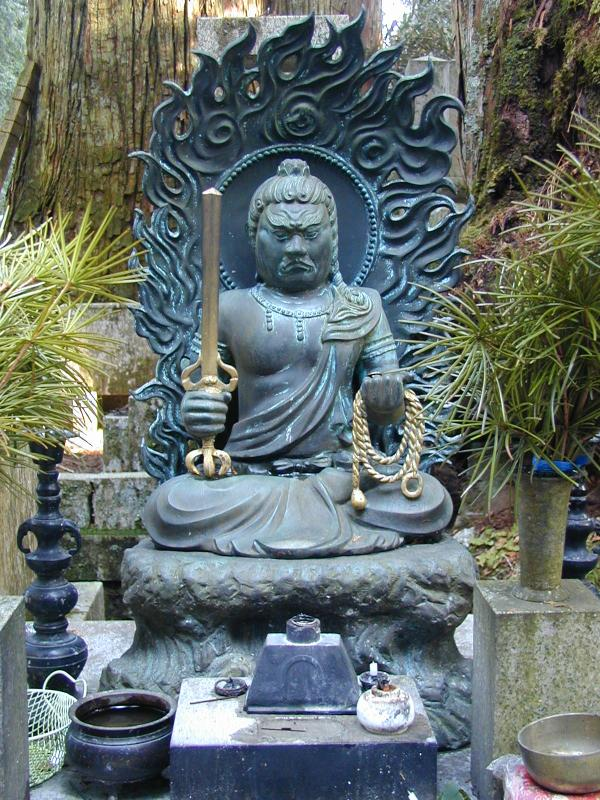
Fudō Myō-ō, Kōya-san, Japonia

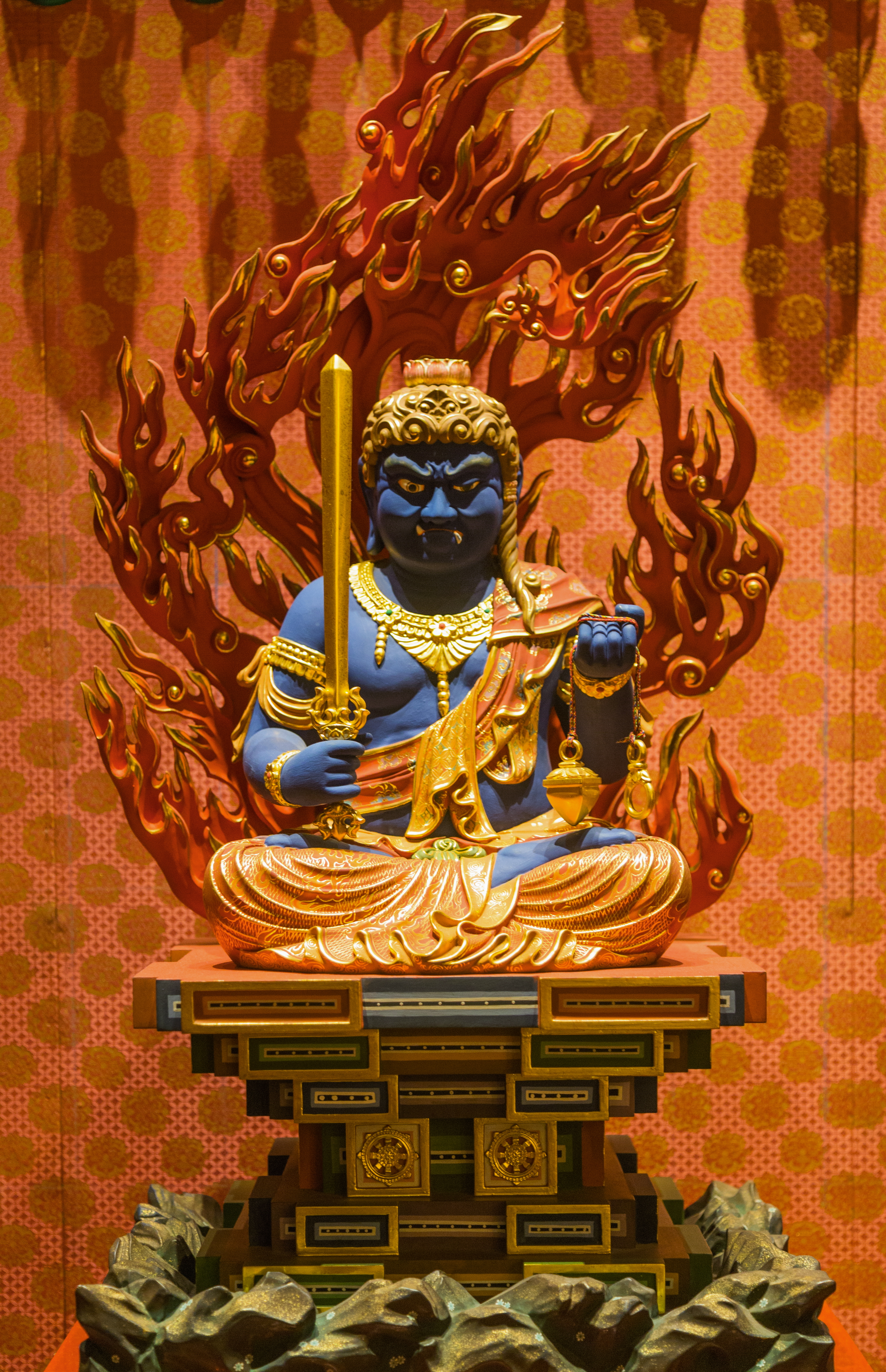
Fudō, Singapur, Świątynia i Muzeum Relikwii Zęba Buddy (ang. Buddha Tooth Relic Temple & Museum)

Ācala, sanskryt: Ācala, Ācalanātha, chiński: 不動明王 Bùdòng Míngwáng, jap.: 不動明王 Fudō Myōō – najbardziej popularny z „Pięciu Królów Mądrości” w tradycji dalekowschodniej. We wszystkich językach nazwa oznacza „Nieporuszony Król Mądrości”. Groźny wygląd Fudō jest symbolem zniszczenia zaślepienia i obrony dharmy. Jego nieporuszoność to niepodatność na ziemskie pokusy.
Sanskrycka nazwa Ācala oznacza również ósmy stopień na drodze do zostania bodhisattwą. Sylabą nasienną Fudō jest "hāṃ".

## Fudō Myōō w Japonii
Figury Fudō (powszechnie nazywany: O-Fudō-san) bardzo często można zauważyć zwłaszcza w Japonii, jest szczególnie popularny w buddyjskiej szkole Shingon. Jest postrzegany jako obrońca i pomocnik w osiąganiu celów. W świątyniach dedykowanych Fudō regularnie przeprowadza się tzw. rytuały ognia goma. W Japonii jest zaliczony do tzw. „Trzynastu buddów”, chociaż technicznie rzecz ujmując nie jest buddą. Fudō jest bóstwem opiekuńczym yamabushi.

### Ikonografia
Fudō jest bóstwem gniewnym. W prawej ręce trzyma miecz mądrości, a zwiniętą linę – w lewej. Mieczem przecina oszukane i ignoranckie umysły, a liną wiąże tych, którzy kierują się gwałtownymi namiętnościami i emocjami. W ten sposób sprowadza je na właściwą ścieżkę samokontroli. Za plecami bóstwa widoczne są płomienie, które pochłaniają zło i podłości tego świata. Fudō siedzi na płaskiej skale, która symbolizuje niezachwiany spokój i błogość, którymi obdarza umysły i ciała wyznawców.
Fudō Myōō reprezentuje również swój aspekt służby, mając włosy związane w stylu służącego, w siedem węzłów i opadających po lewej stronie. Ma dwa kły wystające z ust, górny i dolny. Górny ząb jest skierowany w dół, co wskazuje jego współczucie wobec cierpiących na ciele i duchu. Dolny ząb jest skierowany w górę, symbolizując jego pragnienie, aby piąć się w górę w służbie Prawdzie.